# Округ Хенри (Охајо)
Округ Хенри (енгл. Henry County) је округ у америчкој савезној држави Охајо.

## Демографија
По попису из 2010. године број становника је 28.215, што је 995 (-3,4%) становника мање него 2000. године.
| Група             | 2000.          | 2010.          |
| Белци             | 27.151 (93,0%) | 25.861 (91,7%) |
| Афроамериканци    | 169 (0,6%)     | 117 (0,4%)     |
| Азијати           | 124 (0,4%)     | 105 (0,4%)     |
| Хиспаноамериканци | 1.576 (5,4%)   | 1.860 (6,6%)   |
| Укупно            | 29.210         | 28.215         |